# Cabo Verde en los Juegos Olímpicos de Atenas 2004
Cabo Verde estuvo representado en los Juegos Olímpicos de Atenas 2004 por tres deportistas, dos hombres y una mujer, que compitieron en tres deportes.
La portadora de la bandera en la ceremonia de apertura fue la gimnasta rítmica Wania Monteiro. El equipo olímpico caboverdiano no obtuvo ninguna medalla en estos Juegos.